# Urban Tremel
Urban Tremel OCist (* 8. Mai 1743 in Strachendorf; † 13. August 1808 in Straubing) war ein österreichischer Zisterzienser. Von 1797 bis 1808 amtierte er als letzter Abt des Klosters Aldersbach.

## Leben
Nach seinem Eintritt in das Kloster Aldersbach und der dort erhaltenen Profess feierte Urban Tremel am 15. Oktober 1769 seine Primiz. Im Anschluss daran wurde er Cellerar der Abtei, sowie ab 1781 Verwalter der klostereigenen Weingüter in Gneixendorf bei Krems. Nach seiner Rückkehr wurde er Novizenmeister, Prior und Pfarrer in der Pfarrei Geiersthal. Am 18. Dezember 1797 wurde er nach Wahl neuer Abt des Klosters Alderbach und trat damit die Nachfolge des am 15. Oktober 1797 verstorbenen Abts Otto Doringer an. Als Abt sorgte sich Urban Tremel sehr um das Bildungswesen des Klosters, was dazu führte, dass einige seiner Mönche Lehrstühle an der Universität Ingolstadt besetzen konnten. Bereits 1801 änderte sich die Situation im Kloster, als Kriegskontributionen in Form von Monstranzen, Messkelchen und zwei silbernen Statuen zu leisten waren. Am 21. März 1803 änderte sich die Situation der Abtei nochmals schlagartig, als der Gerichtsschreiber Schattenhofer aus Hengersberg in der Funktion als Aufhebungskommissar Abt Urban die Aufhebung des Klosters im Zuge der Säkularisation verkünden musste. Infolgedessen mussten insgesamt 46 Mönche und 30 Studenten das Kloster verlassen. Abt Tremel zog daraufhin nach Straubing, wo er von einer Pension in Höhe von 1800 Gulden lebte. Urban Tremel starb nur wenige Jahre später 65-jährig am 13. August 1808 in Straubing.